# 大西正道
大西 正道（おおにし せいどう、1912年（大正元年）11月7日 - 1960年（昭和35年）7月15日）は、大正から昭和期の教育者、労働運動家、政治家。衆議院議員（3期）。

## 経歴
兵庫県飾磨郡花田村（現姫路市花田町）で生まれる。姫路師範学校をへて、1939年（昭和14年）日本大学高等師範部を卒業した。
1939年から兵庫県、東京都、青森県の小学校訓導を務め、青森県立弘前高等女学校（現青森県立弘前中央高等学校）教諭に就任。戦後、労働組合運動に加わり、日本教職員組合が結成されると同中央執行委員、その後、同副委員長に就任した。その他、中央教育復興会議幹事長、ユネスコ全国連盟常任委員、世界連邦建設同盟常任理事、文部省教科書検定委員、全日本仏教会参与などを務めた。
1952年（昭和27年）日本社会党に入党。同年10月の第25回衆議院議員総選挙に兵庫県第4区から右派社会党公認で出馬して次点で落選。1953年（昭和28年）4月の第26回総選挙に出馬して初当選。以後、1958年（昭和33年）5月の第28回総選挙まで再選され、衆議院議員に連続3期在任した。1960年7月、議員在任中に死去した。死没日をもって勲三等瑞宝章追贈、正五位に叙される。

## 著作
- 『教育復興 : 働く者の 働く者による 働く者のための』週刋教育新聞社、1948年。
- 『敎育委員會法の解義』井田書店出版部、1948年。
- 編『新しく制定された重要教育法の解説』東洋館出版、1953年。
- 編著『南朝鮮 : 圧政にあえぐ民衆』新読書社、1959年。